# Свердлов, Абрам Григорьевич
Абра́м Григо́рьевич Све́рдлов (8 мая 1912, Санкт-Петербург — 2 апреля 1991, там же) — участник Великой Отечественной войны, командир отряда торпедных катеров 2-го дивизиона бригады торпедных катеров Краснознамённого Балтийского флота. Герой Советского Союза.

## Биография
Родился в семье служащего. Еврей. Окончил 6 классов и школу ФЗУ. Работал токарем на заводе «Большевик». Член ВКП(б)/КПСС с 1930 года. В Военно-Морском Флоте с 1931 года. В 1936 году окончил военно-морское училище. По комсомольской путёвке поступил в Военно-морское училище имени М. В. Фрунзе и окончил его в 1936 году. Получил назначение на Тихоокеанский флот, где до мая 1940 года был на должностях командира торпедного катера, звена торпедных катеров.
В марте 1940 года назначен командиром звена в бригаду торпедных катеров Краснознамённого Балтийского флота, а в январе 1942 года — командиром отряда торпедных катеров и вскоре добивается первых боевых побед. «Смелой и решительной атакой… транспортов с охранением под артиллерийским огнём противника потопил транспорт противника, гружённый боезапасом, — записано в представлении к награждению. — Несмотря на пожар торпедного катера, руководил спасением личного состава и продолжал вести бой с превосходящим по силе противником». Боевой счёт отряда увеличивался. Катера отряда несли дозорную службу, обеспечивали минные постановки, выходили на поиск вражеских кораблей.
В июне 1944 года А. Г. Свердлов был представлен к званию Героя Советского Союза. В представлении записано: «За потопление 7 кораблей противника общим водоизмещением 7170 тонн Военный совет Краснознамённого Балтийского флота ходатайствует о присвоении капитан-лейтенанту Свердлову Абраму Григорьевичу звания Героя Советского Союза».
В июле 1944 года А. Г. Свердлов командовал группой торпедных катеров, которые должны были преградить доступ кораблям противника в Выборгский залив. В течение 2 дней катера отражали попытки неприятеля прорваться к островам и потопили 8 кораблей противника. До конца Великой Отечественной войны катера отряда А. Г. Свердлова принимали активное участие в боевой деятельности флота. За отличное выполнение заданий командования А. Г. Свердлов был награждён двумя орденами Красного Знамени, орденами Ушакова II степени и Отечественной войны I степени.
Уволен в запас в звании капитана 1 ранга.
Жил в Ленинграде. Похоронен на кладбище Санкт-Петербургского крематория.

## Награды
- Медаль «Золотая Звезда» (№ 4026);
- два ордена Ленина;
- три ордена Красного Знамени;
- орден Ушакова 2-й степени (№ 6);
- два ордена Отечественной войны 1-й степени;
- орден Красной Звезды;
- медали.

## Память
Памятник Героям-катерникам установлен на плацу 36-й Краснознамённой ордена Нахимова I степени бригады ракетных катеров балтийского флота в городе Балтийск.